# Gruźlica układu nerwowego
Gruźlica układu nerwowego – bardzo ciężka postać gruźlicy, występująca w postaci zapalenia opon mózgowo-rdzeniowych, gruźliczaka mózgu lub rdzenia kręgowego albo w innych postaciach.
Obok intensywnego leczenia przeciwprątkowego ta druga postać może być leczona chirurgicznie. Przy braku leczenia lub leczona niedostatecznie choroba może spowodować nieodwracalne uszkodzenia neurologiczne, psychiczne i charakterologiczne. Przed erą leków przeciwprątkowych jej śmiertelność wynosiła 100%. Występuje częściej u dzieci niż dorosłych i przeważnie jest powikłaniem gruźlicy prosówkowej. W efekcie stosowania szczepionek przeciw gruźlicy, skutecznych leków przeciwgruźliczych i innych metod zwalczania gruźlicy nastąpił ogromny spadek liczby zachorowań i zgonów u wszystkich grup wiekowych, ale szczególnie u dzieci.

## Postacie
- gruźlicze zapalenie opon mózgowo-rdzeniowych
- gruźliczaki wewnątrzczaszkowe
- gruźlica rdzenia kręgowego (bardzo rzadko)[2]
- encefalopatia gruźlicza[3].

## Patogeneza
Gruźlicze zapalenie opon mózgowo-rdzeniowych powodowane jest przez przebicie zawartości serowaciejącego gruzełka (tzw. ogniska Richa) do przestrzeni podpajęczynówkowej. Dzieje się to zazwyczaj od kilku tygodni do kilku lat od momentu zakażenia. Następnie rozwija się zapalenie, najsilniejsze na podstawie mózgu, które uszkadza nerwy czaszkowe, hamuje krążenie płynu mózgowo-rdzeniowego prowadząc do wodogłowia oraz obejmuje naczynia krwionośne, prowadząc do zawałów mózgu. Zmiany zapalne naczyń są przyczyną najgroźniejszych powikłań gruźlicy ośrodkowego układu nerwowego.
Gruźliczaki powstają z gruzełków wewnątrzczaszkowych, które powiększyły się, ale nie pękły do przestrzeni podpajęczynówkowej. Są one litymi masami ziarniny. Zdarza się, że dochodzi do rozpadu wewnątrz gruźliczaków i powstają wtedy ropnie mózgu.

## Objawy i przebieg
Objawy prodromalne trwają od 2 do 8 tygodni. Zaliczają się do nich: gorączka, senność oraz zmiany osobowości od apatii do nadmiernego pobudzenia. Następnie pojawiają się bóle głowy (najczęstszy objaw), nudności, wymioty, sztywność karku i w późniejszym okresie drgawki, które są szczególnie częste u dzieci. Chorzy mają światłowstręt, zaburzenia mowy, a także podwójne widzenie. Narastają zaburzenia świadomości oraz występują objawy uszkodzenia nerwów czaszkowych. Przy uszkodzeniu nerwu wzrokowego źrenice poszerzają się i słabo reagują na światło. Często występują niedowłady pojedyncze kończyn, połowicze lub paraparetyczne w wyniku zmian w naczyniach mózgu. Obecne mogą być objawy móżdżkowe (oczopląs) i piramidowe. Wielu chorych w chwili przyjęcia do szpitala jest nieprzytomna. U dzieci choroba rozwija się szybciej oraz rzadziej skarżą się one na ból głowy, mają ponadto dolegliwości brzuszne, a w późniejszym etapie choroby widoczna jest u nich charakterystyczna sztywność odmóżdżeniowa.
Przy gruźlicy rdzenia kręgowego chorzy mają bóle korzeniowe, parestezje, porażenia, zaburzenia czynności pęcherza i zaniki mięśniowe.

## Rozpoznanie
U chorych na zapalenie opon mózgowo-rdzeniowych poszukiwać należy objawów, które wskazują na etiologię gruźliczą. Diagnostyka możliwa jest po obserwacji klinicznej oraz po badaniu płynu mózgowo-rdzeniowego, w którym znajduje się duża liczba leukocytów, białka oraz niskie stężenie glukozy. Badanie radiologiczne klatki piersiowej pokazuje zmiany przemawiające za gruźlicą, czynną lub przebytą, u połowy dorosłych i u większości dzieci. Odczyn tuberkulinowy jest zwykle dodatni, ale ujemny nie wyklucza gruźlicy. Wykrycie gruźlicy płuc u domowników przemawia za gruźliczym zapaleniem opon mózgowo-rdzeniowych u dziecka. Zaleca się także badanie dna oka, które wykazać może gruzełki.
Gruźlicze zapalenie opon mózgowo-rdzeniowych możemy podejrzewać u osób, u których pojawia się:
- wysięk w osierdziu o nieznanej etiologii,

- ropomocz,
- zapalenie węzłów chłonnych,
- zapalenie opłucnej lub otrzewnej,
- zapalenie kości i szpiku.

## Różnicowanie
- inne zapalenia opon mózgowo-rdzeniowych
- zmiany naczyniowe mózgu
- kolagenozy
- nowotwory[2].

## Leczenie
Wyniki leczenia zależne są od nasilenia zmian gruźliczych oraz stopnia zaawansowania danego procesu chorobowego.
Leki przeciwprątkowe należy włączyć przy samym tylko podejrzeniu choroby, bez czekania na wyniki badań mikrobiologicznych. Za gruźliczą etiologią zapalenia opon przemawia porażenie nerwów czaszkowych, objawy wzmożonego ciśnienia wewnątrzczaszkowego, zaburzenia neurologiczne pochodzące z wielu struktur.
Najlepszymi lekami w leczeniu gruźliczego zapalenia opon mózgowo-rdzeniowych jest izoniazyd, ryfampicyna, pirazynamid oraz streptomycyna. W późniejszych stadiach choroby pomocne są glikokortykosteroidy. Czasami wykonuje się operacje neurochirurgiczne dla zmniejszenia wodogłowia lub uwolnienia zrostów okolicy skrzyżowania nerwu wzrokowego.
Przez kilka dni po włączeniu leków choroba nadal postępuje, co pogarsza rokowanie chorych w złym stanie. Zdarza się także, że po pierwszych dawkach leku objawy nasilają się przejściowo w wyniku reakcji Herxheimera.

## Rokowanie
Bez leczenia chorzy zawsze umierają. Śmiertelność u nieprzytomnych chorych wynosi 50-70%, a połowa wyleczonych ma trwałe uszkodzenia układu nerwowego.
Powikłania obejmują:
- utratę pamięci,
- otępienie,
- obrzęk mózgu,
- zapalenie naczyń,
- wodogłowie,
- padaczkę,
- ślepotę i głuchotę,
- porażenia nerwów czaszkowych,
- upośledzenie umysłowe u dzieci.

## Klasyfikacja ICD10
| kod ICD10     | nazwa choroby                                       |
| ------------- | --------------------------------------------------- |
| ICD-10: A17   | Gruźlica układu nerwowego                           |
| ICD-10: A17.0 | Gruźlicze zapalenie opon mózgowo-rdzeniowych (G01*) |
| ICD-10: A17.1 | Gruźliczak oponowy (G07*)                           |
| ICD-10: A17.8 | Inne postacie gruźlicy układu nerwowego             |
| ICD-10: A17.9 | Gruźlica układu nerwowego nieokreślona (G99.8*)     |